# Городская улица (Казань)
Городская улица (тат. Шәһәр урамы, Şähär uramı) — внутриквартальная улица в Московском районе Казани.

## География
Находится внутри квартала № 27 бывшего Ленинского района. Начинаясь от улицы Восход, пересекается с безымянным проездом, ранее являвшимся 10-й Союзной улицей, улицей Хасана Туфана, заканчивается пересечением с улицей Исаева.

## История
Возникла не позднее 1920-х годов как безымянная улица на севере Удельной стройки, между кварталами №№ 118, 126, 127 по правую сторону и №№ 128, 116, 115 по левую сторону. Современное название было присвоено 2 ноября 1927 года.
Застройка улицы многоквартирными домами началась в 1930-е годы, когда улица стала северной границей жилпосёлка фабрики киноплёнки; она застраивалась и в 1940-е — 1950-е годы, в основном, ведомственными домами. Зимой 2020-2021 годов три дома были снесены как аварийные.
После вхождения Удельной стройки в состав Казани стала частью слободы Восстания, административно относившейся к 6-й городской части. После введения в городе деления на административные районы входила в состав Заречного (с 1931 года Пролетарского, с 1935 года Кировского, 1925–1935), Ленинского (1935–1973) и Московского (с 1973) районов.

## Примечательные объекты
- №№ 1/21, 7/17, 8/19, 9/18, 10/20, 11/17, 12/19 — жилые дома ПО «Тасма».[16]
- № 2 — школа № 102.
- № 13/12 — общежитие школы ФЗУ фабрики «Киноплёнка-8» (1935 год, архитектор Андрей Спориус).[4] Ныне — одно из учебных зданий Казанского кооперативного института.
- № 5 — жилой дом завода «Полимерфото».[17]
- № 5а — баня № 8 (бывшая фабрики киноплёнки, снесена).[18][19]

## Транспорт
Общественный транспорт по улице не ходит. Ближайшие остановки общественного транспорта — «Исаева», «Социально-юридический институт» (автобус), — находится на улице Восстания. Ближайшие станции метро — «Северный вокзал», «Яшьлек».

## Известные жители
В доме № 10/20 проживал Павел Шмаков.